# CDMA2000

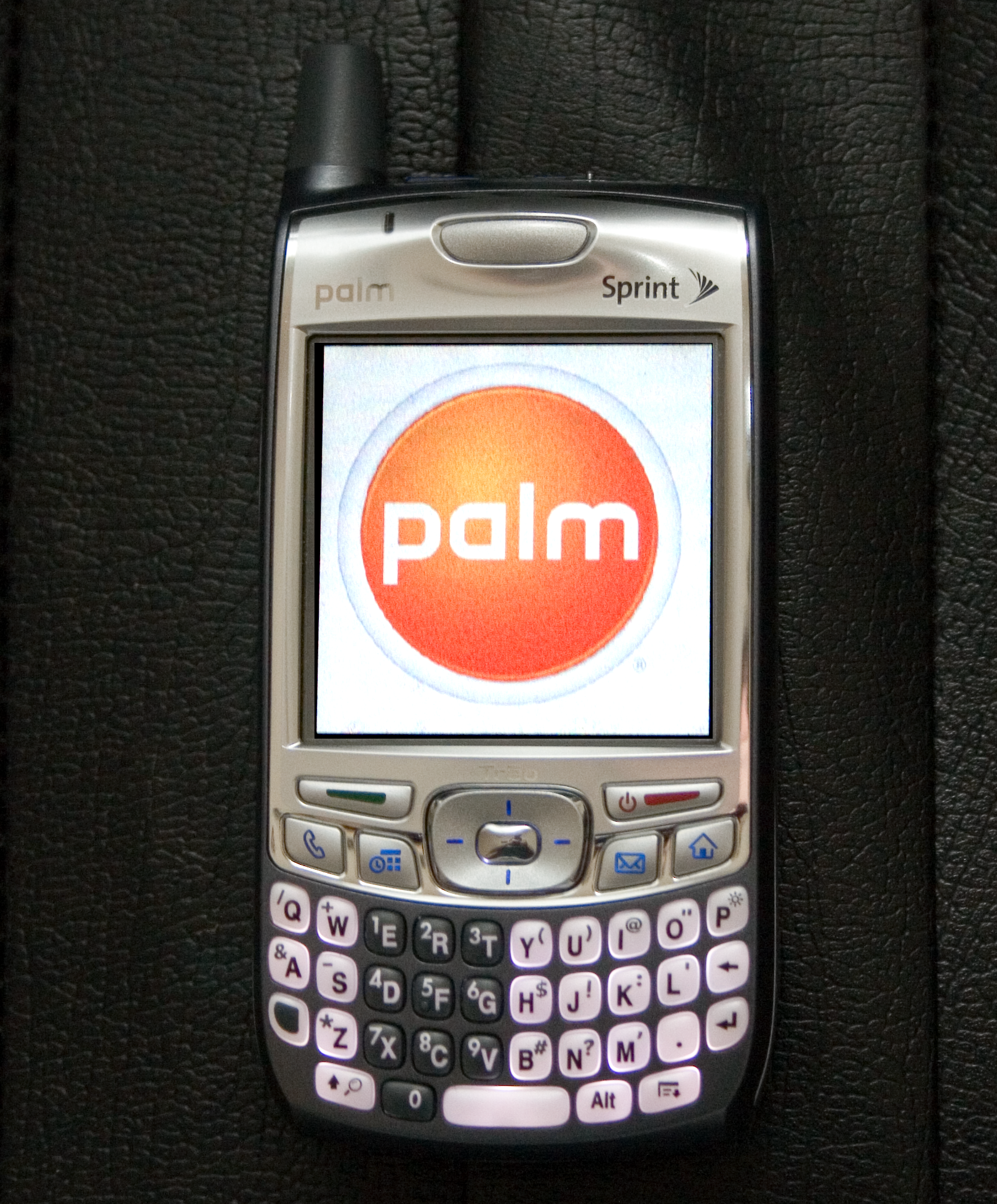
Le smartphone Palm Treo 700p CDMA utilisable sur le réseau Sprint CDMA aux Etats-Unis

CDMA2000 est une technologie de téléphonie mobile reconnue, dans sa variante 1x EV-DO, comme de troisième génération (3G) par l'Union internationale des télécommunications (UIT), tout comme l'UMTS et qui prolonge la technologie américaine de seconde génération (2G), le CdmaOne. D'autres technologies 2G ont choisi d'évoluer vers la technologie UMTS pour la 3G (exemple : le TDMA en Amérique, le PHS au Japon).
CDMA2000 marque une évolution de la technologie de seconde génération IS-95, très minoritaire dans le monde mais présente sur des marchés clés : majoritaire aux États-Unis, minoritaire au Japon, 100 % du marché de la 2G en Corée du Sud… Son déploiement a commencé au début des années 2000 en Corée du Sud avec la technologie CDMA2000 1x EV-DO (pour « 1X Evolution - Data Optimized »), en attendant l'EV-DV (1X Evolution - Data and Voice).
Le passage de la 2G à la 3G est plus facile dans la famille CDMA/CDMA2000 que dans la famille GSM/UMTS : sur le plan technique, il s'agit d'une simple évolution et non d'une révolution, et la technologie se révèle plus fruste et intégrée. Par exemple : il n'existe pas d'équivalent de la carte SIM ou USIM, un terminal ne peut donc être utilisé que chez l'opérateur qui fournit le terminal au départ.
La famille des technologies CDMA, normalisée par l'organisme 3GPP2 a été développée de bout en bout par la société américaine Qualcomm. En tant que propriétaire des droits, Qualcomm réalisait une grande part de son chiffre d'affaires avec ses licences CDMA tout en investissant en parallèle sur les normes concurrentes telle le LTE), quitte à en ralentir la finalisation en multipliant les développements.
Le CDMA2000 a tiré profit d'une fenêtre de tir avant le lancement de la 3G W-CDMA / UMTS : à fin 2004, grâce à 107 opérateurs dans 53 pays, il la dominait largement pour ce qui est du nombre de clients (145 millions contre 16). Mais si le W-CDMA ne pesait que 10 % du parc 3G mondial, sa part dans les royalties de Qualcomm a bondi en 2004 de 12 à 32 % en un an. La famille GSM / UMTS a remonté ensuite progressivement jusqu'à une part du marché 3G plus conforme à sa domination sur la 2G.
En revanche, le 3GPP à l'origine des normes UMTS a retenu la leçon et a cherché à ne pas se faire prendre de vitesse pour les évolutions 3G-4G, alors que la pression montait depuis les technologies mobiles concurrentes (Wi-Fi, WiMAX, WiBro, UWB…). C'est pourquoi les investissements ont repris fortement à la fin des années 2000 sur les technologies 3G issues de l'UMTS comme la HSDPA et le HSPA+, puis sur le LTE (4G).